# 姉小路良頼
姉小路 良頼（あねこうじ よしより）は、戦国時代の武将、公卿、大名。飛騨三木氏、のち三木姉小路氏当主。別名は嗣頼。三木直頼の嫡男。

## 経歴

### 家督継承まで
永正17年（1520年）飛騨国南部を支配した三木直頼の嫡男として誕生。天文23年（1554年）父・直頼が病死したため、家督を継承する。

### 下剋上
弘治2年（1556年）3月に古川姉小路家の当主・姉小路高綱を滅ぼす。また、向氏の姉小路家は牛丸氏によって没落させられており、良頼は飛騨一国に覇を唱えた。小島氏の姉小路家とは父・三木直頼の時より通じ、同盟を結んだ。
弘治4年（1558年）将軍・足利義輝や関白・近衛前嗣に接近して工作した結果、朝廷から従五位下・飛騨守に叙任され、飛騨国司となった。

### 朝廷工作
良頼は引き続いて工作を行い、永禄2年（1559年）10月には嫡男・自綱が姉小路国司家の一族であると認められ、翌永禄3年（1560年）に良頼は従四位下、自綱は従五位下・左衛門佐に叙任された上、正式に古川氏姉小路家の名跡の継承をも認められた。さすがに、一連の過程は朝廷で問題視され、三木氏による姉小路国司家（小一条流藤原氏）の継承を認めるか否かで朝議は紛糾したが、良頼の政治工作により、結局認められることとなった。
永禄5年（1562年）2月に良頼はついに従三位に叙せられ公卿に昇ると同時に、関白・近衛前嗣から「嗣」の偏諱を受け嗣頼に改名した。飛騨近辺では並ぶ者のないほどの名声を得た嗣頼は、次に中納言の位を得ようとした。かつての飛騨国司・古川姉小路基綱が従二位・権中納言の官位であったことから、それと同列に並ぼうとしたと考えられる。同年12月1日に将軍・足利義輝を通じて近衛前嗣に奏請してもらうが、11日に正親町天皇に拒否される。前嗣は18日にもう一度奏請を試みたものの、20日に再び拒否され、嗣頼の野望は成功しなかった。それでも嗣頼はよほど中納言の職に執着があったのか、以後勝手に中納言を自称した。
永禄6年（1563年）3月には嗣頼は参議に任じるとともに自綱を侍従に任官させるが、7月に嗣頼の参議は解かれている。

### 上杉家・武田家・江馬家との飛騨国攻防
官位を上昇させる一方で、北飛騨吉城郡の江馬時盛との対立は続いていた。永禄年間に時盛が甲斐・信濃を支配する武田信玄の援助を受けその傘下となると、嗣頼はそれに対抗して越後・越中を支配する上杉謙信と誼を通じる。しかし、永禄7年（1564年）嗣頼は武田氏家臣の山県昌景や木曾義昌の侵攻を受けて降伏し、江馬氏に領土の一部を割譲するなど譲歩を迫られた上に、武田氏に臣従することを余儀なくされた。
武田氏の飛騨侵攻後、良頼は上杉氏へ通報し、上杉氏は越中衆が飛騨国へ加勢、更に第五次川中島の戦いにより60日間上杉謙信は武田信玄と対陣し、武田氏は飛騨国より撤兵した。武田方の江馬氏（江馬時盛）は人質を出して降伏し、江馬氏の家督が江馬輝盛へ移り、姉小路氏も飛騨国独立を維持した。

### 後継者・頼綱の上洛
一方で、元亀元年（1570年）足利義昭を擁立して上洛した織田信長からの上洛命令を受けた際は、斎藤道三の娘（姉小路頼綱正室）を正室としている嫡男・頼綱を上洛させて信長と誼を通じた。

### 上杉家の要請
元亀3年（1572年）上杉謙信から越中出兵の要請を受けるが、病のために出陣できず江馬輝盛を代理として派遣した。また同年10月18日には嫡男自綱を派遣することを上杉氏に申し送っている。
同年11月12日薨去。家督を相続した頼綱は正室の縁により、織田信長と相婿の関係である。

## 官歴
『公卿補任』による。
- 弘治4年（1558年） 正月10日：叙爵（従五位下）、飛騨守
- 永禄3年（1560年） 2月16日：従四位下（越階）
- 永禄5年（1562年） 2月11日：従三位（越階）
- 永禄6年（1563年） 3月12日：参議。7月22日：解参議
- 元亀3年（1572年） 11月12日：薨去（前参議従三位）

## 系譜
- 父：三木直頼（1497?-1554）
- 母：長橋局
- 正室：江馬氏の女
- 継室：向姉小路氏の女
- 子息
  - 男子：姉小路頼綱（1540-1587）
  - 次男：三木顕綱（1545?-1583）
  - 女子：斎藤信利室
  - 女子：三木国綱室